# Лінійний простір (геометрія)
Лінійний простір — це базова структура геометрії інцидентності. Лінійний простір складається з множини елементів, званих точками, і множини елементів, званих прямими. Всі прямі є різними підмножинами точок. Кажуть, що точки прямої інцидентні прямій. Будь-які дві прямі можуть мати не більше однієї спільної точки. Інтуїтивно це правило можна продемонструвати як дві прямі на евклідовій площині, які ніколи не перетинаються більш ніж в одній точці.
(Скінченні) лінійні простори можна розглядати як узагальнення проєктивної та афінної площини, і в ширшому значенні, як 2-{\displaystyle (v,k,1)}-блок-схеми, для яких потрібно, щоб кожен блок містив однакову кількість точок і суттєвою структурною характеристикою є те, що дві точки інцидентні рівно одній прямій.
Термін лінійний простір увів 1964 року Поль Лібуа, хоча багато результатів щодо лінійних просторів значно давніші.

## Визначення
Нехай {\displaystyle L=(P,G,I)} — структура інцидентності, для якої елементи P називають точками, а елементи G називають прямими. L є лінійним простором, якщо виконуються такі три аксіоми:
- (L1) Дві точки інцидентні рівно одній прямій.
- (L2) Будь-яка пряма інцидентна принаймні двом точкам.
- (L3) L містить принаймні дві прямі.

Деякі автори опускають (L3) стосовно лінійних просторів. У цьому випадку лінійні простори, що дотримуються (L3), вважають нетривіальними, а ті, що не дотримуються, — тривіальними.

## Приклади
Звичайна евклідова площина з її точками та прямими утворює лінійний простір, більш того, всі афінні та проєктивні простори є лінійними просторами.
Таблиця нижче показує всі можливі нетривіальні простори з п'яти точок. Оскільки будь-які дві точки завжди інцидентні одній прямій, прямі, інцидентні лише двом точкам, не показано. Тривіальний випадок — пряма через п'ять точок.
У першому прикладі десять прямих, що з'єднують десять пар точок, не намальовано. На другій ілюстрації не намальовано сім прямих, що з'єднують сім пар точок.
|           |          |          |          |
| 10 прямих | 8 прямих | 6 прямих | 5 прямих |

Лінійний простір з n точок, що містить пряму, інцидентну n − 1 точкам, називають майже пучком. (Див. «Пучок»)
|                           |
| Майже пучок із 10 точками |

## Властивості
Теорема де Брейна — Ердеша показує, що в будь-якому скінченному лінійному просторі {\displaystyle S=({\mathcal {P}},{\mathcal {L}},{\textbf {I}})}, яка не є окремою точкою чи окремою прямою, маємо {\displaystyle |{\mathcal {P}}|\leq |{\mathcal {L}}|}.